# Voluso
Voluso o Voleso (lat. Volusus o Volesos; ... – [?) era il leggendario progenitore della gens Valeria.
Ci sono due versioni sul suo conto: secondo Virgilio sarebbe stato un condottiero alleato di Turno nella guerra contro i troiani di Enea sbarcati nel Lazio, mentre per altri si sarebbe trattato di un sabino trasferitosi a Roma al seguito di Tito Tazio; è anche possibile che il Voluso sabino fosse un discendente dell'altro Voluso. La forma onomastica divenne il cognomen della gens Valeria.